# Премія імені Панаса Мирного
 Полтавська обласна премія імені Панаса Мирного (син. Премія імені Панаса Мирного) — щорічна літературно-мистецька премія за найкращі здобутки, які утверджують гуманістичні й національні ідеали, ідеї незалежності України, духовні цінності українського народу та є вагомим внеском у національно-культурне відродження Полтавщини та Української держави в цілому.

## Історія премії й номінації
Премія заснована розпорядженням голови Полтавської обласної ради 7 квітня 1999 року за пропозицією Полтавського літературно-меморіального музею Панаса Мирного для відзначення письменників, науковців, працівників освіти й культури, журналістів, митців, майстрів народних ремесел, ділових людей, громадських і державних діячів за визначні успіхи в галузі літератури, літературознавства, журналістики, публіцистики, театру, музики, живопису, народної творчості, архітектури, громадської діяльності. Особи, яким Премія вже була присуджена, повторно на її здобуття не висуваються. Премія не може бути присуджена посмертно.
Премію імені Панаса Мирного присуджують у таких номінаціях:
- література, літературознавство;
- мистецтво;
- народна творчість, народні ремесла;
- журналістика, публіцистика;
- благодійна та громадська діяльність.

## Вимоги до номінантів
|                                                     | Премія присуджується за кращі здобутки, які утверджують гуманістичні й національні ідеали, ідеї незалежності України, духовні цінності українського народу та є вагомим внеском у національно-культурне відродження Української держави. |
| — З Положення про щорічну премію ім. Панаса Мирного | |

## Алгоритм присудження
Пропозиції про присудження премії вносять органи державної виконавчої влади, органи місцевого самоврядування, творчі спілки, громадські організації, адміністрації (ректорати) загальноосвітніх навчальних закладів та вищих навчальних закладів 1-4 рівнів акредитації, закладів культури, редакції періодичних видань до 1 квітня поточного року. У листі-клопотанні вказується прізвище, ім'я та по батькові кандидата на нагородження, його місце роботи, посада, адреса проживання, контактні телефони, зазначається конкретний внесок претендента відповідно до визначеної номінації. До листа-клопотання, завіреного підписом керівника організації, установи та печаткою, додаються ксерокопії паспорта та ідентифікаційного коду претендента, листи на підтримку кандидата.
Документи на здобуття премії подаються за адресою: Полтавський літературно-меморіальний музей Панаса Мирного, вул. Панаса Мирного, 56, м. Полтава.
Матеріали на нагородження розглядає журі премії, склад якого затверджується розпорядженням голови обласної ради. Засідання журі проводиться щороку, не пізніше 25 квітня. При необхідності журі може приймати рішення про збільшення або зменшення кількості лауреатів та премій. Рішення журі про присудження премії оприлюднюється у засобах масової інформації.
Особам, яким присуджено премію, вручаються диплом і грошова винагорода. У номінації «Благодійна та громадська діяльність» переможець нагороджується відзнакою обласної ради без вручення грошової винагороди.
Дипломи лауреатів премії та грошова винагорода вручаються переможцям на урочистій церемонії нагородження за участі представників творчої інтелігенції та громадськості.

## Дата вручення
Дата вручення премії – 13 травня (щороку), у день народження класика української літератури Панаса Мирного.

## Лауреати

### 1999 рік
- Мирний Володимир Степанович (м. Полтава) — за активну громадську діяльність із популяризації життєвого й творчого шляху Панаса Мирного та за книгу прози й поезії «Теплий дощ у неділю».
- Колектив науковців літературно-меморіального музею Панаса Мирного (м. Полтава) — за відновлення меморіального будинку Панаса Мирного та публікацію наукових видань, створених на основі фондових і архівних документів, «Садиба-музей Панаса Мирного в Полтаві», «Оселя пам'яті й любові», «Панас Мирний. Відоме й невідоме».

### 2000 рік
- Ротач Петро Петрович (м. Полтава) — за книгу «Від удаю до Орелі. Т. Г. Шевченко і Полтавщина».
- Колектив наукового публіцистичного художньо-літературного альманаху «Рідний край» (м. Полтава, голова редакційної ради — Михайло Наєнко, головний редактор — Володимир Пащенко) — за відродження створеного 1905 року в Полтаві часопису «Рідний край».

### 2001 рік
- Костенко Микола Васильович (м. Полтава) — за епічний роман-баладу «Книга Велеса».
- Казидуб Михайло Васильович (м. Полтава) — за 16 поетичних, прозових і публіцистичних книг (посмертно).
- Малик Володимир Кирилович (м. Лубни) за роман  — за роман «Князь Ігор. Слово о полку Ігоревім» (посмертно).
- Лата Анатолій Тихонович (м. Київ) — за історичне дослідження «Білики: історичне минуле в документах, спогадах і художніх творах».
- Пащенко Володимир Олександрович (м. Полтава) — за наукове видання «Православ'я в новітній історії України».

### 2002 рік
- Тарасенко Володимир Олександрович (м. Полтава) — за поему «Апостол праведної ліри».
- Семеняка Віктор Павлович (м. Полтава) — за цикл публікацій у рубриці «Діалоги на перетині тисячоліть».
- Головашич Едуард Анатолійович (м. Полтава) — за активну концертну діяльність.
- Чухрай Олексій Іванович (м. Полтава) — за популяризацію українського пісенного фольклору.
- Коросташов Олександр Григорович (смт Котельва) — за благодійну діяльність.

### 2003 рік
- Мостовий Петро Кузьмич (м. Лубни) — за збірки віршів «Материнська пісня», «Порятує любов».
- Степаненко Микола Іванович (м. Полтава) — за цикл публіцистичних передач у рубриках «Слово рідне», «Плекаймо рідне слово».
- Скакун Віталій Михайлович (м. Полтава) — за створення музики до вистав «Енеїда», «Ніч перед Різдвом».
- Громовий Олексій Пилипович (с. Орданівка Диканського району) — за творчий доробок у царині керамічного живопису та іграшки.
- Сукач Михайло Григорович (с. Яреськи Шишацького району) — за благодійну діяльність.

### 2004 рік
- Дмитренко-Думич Юрій Михайлович (Полтава) — за художньо-публіцистичний роман-мозаїку «Український вузол».
- Гринь Григорій Федосійович (м. Полтава) — за публікації на сторінках газети «Голос України», що сприяють утвердженню ідей гуманізму.
- Сербутовський Андрій Андрійович (Полтава) — за твори живопису «Подруги» (Солдатські вдови), «Хліба половіють».
- Жорновий Микола Іванович (Полтава) — за популяризацію української народної пісні.
- Голобородов Вадим Валерійович (Полтава) — за благодійну діяльність.
- Сухань Олександр Якович (Мартинівка Гадяцького району) — за благодійну діяльність.

### 2005 рік
- Пономаренко Любов Петрівна — за книгу прози «Ніч у кав'ярні самотніх душ».
- Іващенко Микола Васильович, Горшечніков Олександр Пимонович, Гапон Юрій Васильович та Манченко Сергій Олександрович — за слайд-фільм «Був і бачив... Афганістан. Фото бойового командира».
- Титаренко Валентина Петрівна — за творчий доробок та виставкову діяльність останніх років.
- Гусак Алла Миколаївна та Старіков Дмитро Михайлович — за фільм «Полтавський Державний літературно-меморіальний музей Панаса Мирного з циклу «Скарби музеїв Полтавщини».
- Кривий Володимир Миколайович — за благодійну діяльність.

### 2006 рік
- Нездойминога Валентина Яківна (м.Полтава) — за книги віршів для дітей «Азбука на канікулах» та «Від весни до весни».
- Дениско Тетяна Олександрівна (м.Полтава) — за творчий доробок 2004—2005 років.
- Чех Іван Федорович (м. Хорол) — за творчий доробок та виставкову діяльність останніх років
- Бурнос Микола Олександрович (м. Київ) — за фільм «Саша Путря».
- Піддубняк Федір Власович (м. Миргород) — за відродження у Миргороді Свято-Успенської церкви, заснування товариства «Милосердя і здоров'я», просвітницької газети «Вісник милосердя» та гуманітарної аптеки.

### 2007 рік
- Бутенко Євген Павлович (с. Очеретувате Семенівського району) — за роман «Край дикого поля», повість «В межиріччі Сули і Хоролу», біографічну трилогію «Долі щасливий шлях» .
- Авторський колектив історико-краєзнавчого видання «Полтавщина. Історичний нарис» (голова редакційної колегії: Володимир Олександрович Пащенко).
- Левченко Григорій Семенович (м. Полтава) — за творчий доробок та концертну діяльність.
- Кисіль Григорій Олексійович та Середа Ірина Григорівна (м. Гадяч) — за художні розробки-схеми для вишивки та вишиті портрети видатних людей Полтавщини.
- Артеменко Олександр Степанович (м. Полтава) — за багаторічну благодійну діяльність та активну участь у громадському житті.

### 2008 рік
- Нечитайло Іван Якович — за віршовану повість «Вічно молода Марія».
- Лис Ванда Василівна — за збірку нарисів, інтерв'ю, публіцистики «Хай горить свіча», збірку фейлетонів, гумористично-сатиричних матеріалів «Ми з Софі Лорен».
- Гнойовий Сергій Миколайович — за творчий доробок останніх років.
- Фіктянов Анатолій Володимирович — за декоративно-прикладні вироби українського ковальства.
- Осінній Антон Анатолійович — за благодійну діяльність та активну участь у громадському житті області.
- Антонець Семен Свиридонович — за благодійну діяльність та активну участь у громадському житті області.

### 2009 рік
- Баклай Наталія Михайлівна — за книгу «Отава».
- Ханко Віталій Миколайович — за книгу «Полтавщина: плин мистецтва, діячі. Мистецтвознавчі праці».
- Авторський колектив у складі: Ніколенко Ольги Миколаївни, Ляпаненка Миколи Івановича, Іванченко Наталії Григорівни, Старікова Дмитра Миколайовича, Чернявського Богдана Вікторовича  — за документальний фільм «Дороги Гоголя».
- Путря Євгеній Васильович — за творчий доробок.
- Фурман Віктор Сергійович — за творчий доробок.
- Кішінець Юрій Миколайович — за благодійну діяльність: здійснення спонсорських проєктів у галузі освіти, допомогу у лікуванні тяжкохворих, реставрування Тріумфальної арки у Диканьці.

### 2010 рік
- Бойко Марія Володимирівна (м. Полтава) — за книгу «Моя Україна – це любов моя».
- Булах Михайло Прокопович — за книгу «Свят - хліб» (посмертно).
- Кваша Аліна Петрівна разом з авторським колективом (м. Полтава) — за фільми «Від переконань не відмовлюсь», «Вавилов».
- Безуля Василь Іванович (м. Полтава) — за творчий доробок.
- Шевчук Петро Петрович (смт. Решетилівка) — за твори українського килимарства.
- Біденко Микола Андрійович, Роздорожній Валерій Вікторович (м. Москва) — за здійснення спонсорських проєктів у галузі охорони здоров’я, культури та спорту.

### 2011 рік
- Номінація «Література, літературознавство»:
  - Олексій Неживий, член Національної спілки письменників України, Національної спілки журналістів України, Національної спілки краєзнавців України, Полтавської спілки літераторів  — за монографію «Григір Тютюнник: текстологічна та джерелознавча проблематика життя і творчості»;
- Номінація «Журналістика, публіцистика»:
  - Авторський колектив у складі Валерія Козюри та Ігоря Козюри  — за книгу нарисів «Історичні силуети»;
- Номінація «Мистецтво»:
  - Володимир Слєпцов, член Національної спілки журналістів України, спілки літераторів Полтавщини   — за творчий доробок;
- Номінація «Народна творчість, народні ремесла»:
  - Віра Забора, майстер народної творчості з художньої вишивки, член Національної спілки майстрів народного мистецтва України — за творчий доробок;
- Номінація «Благодійна та громадська діяльність»:
  - Анатолій Попельнюх, заслужений будівельник України, директор ТОВ «Науково-виробниче підприємство «Нафтогазсервіс» — за благодійну та спонсорську допомогу громадським організаціям ветеранів війни та праці, «Союз Чорнобиль», спортивним товариствам, закладам охорони здоров’я, освіти, культури Гадяцького району.

### 2012 рік
- Номінація «Література, літературознавство»:
  - Лариса Безобразова, кандидат філологічних наук, доцент, відповідальний редактор наукової редколегії Полтавського національного педагогічного університету ім. В.Г. Короленка, президент Слов’янського клубу — за працю «Леонід Бразов. Твори у десяти томах»;
  - Ольга Хало, член Національної спілки письменників України — за роман-хроніку «Корона Вишневецьких»;
  - Володимир Шевченко, доцент, декан гуманітарного факультету Кременчуцького університету економіки, інформаційних технологій і управління, член Національної спілки журналістів України — за книгу «Казки і легенди гори Пивихи»;
- Номінація «Журналістика, публіцистика»:
  - Валерій Черкас, фотохудожник, заслужений журналіст України — за фотоальбом «Полтавська родина»;
- Номінація «Мистецтво»:
  - Віктор Трохимець-Милютін, член Національної спілки художників України — за творчий доробок;
- Номінація «Народна творчість, народні ремесла»:
  - Лідія Зуб, художниця, ветеран праці — за творчий доробок;
- Номінація «Благодійна та громадська діяльність»:
  - Володимир Гринь, приватний підприємець — за надання благодійної допомоги у виданні краєзнавчих і художніх книг лубенських авторів.

### 2013 рік
- Номінація «Література, літературознавство»:
  - Олександр Пушко, член літературного об’єднання «Полтавські джерела» при Полтавській обласній організації Національної спілки письменників України — за збірку поезій «Завтра»;
- Номінація «Журналістика, публіцистика»:
  - Микола Якименко, доктор історичних наук, професор Полтавської державної аграрної академії — за творчий доробок;
  - Володимир Стадниченко, заслужений журналіст України — за книгу «Садівник щастя»;
- Номінація «Мистецтво»:
  - Ростислав Галаган, керівник народного самодіяльного гурту «Сусіди» Глобинського районного будинку культури — за творчий доробок;
- Номінація «Народна творчість, народні ремесла»:
  - Ольга Закорка, заслужений майстер народної творчості України, член Національної спілки майстрів народного мистецтва України, майстер художньої вишивки — за творчий доробок;
- Номінація «Благодійна та громадська діяльність»:
  - Олександр Лукацький, генеральний директор ВТК «Лукас» — за надання благодійної допомоги багатодітним та малозабезпеченим сім’ям, підтримку обдарованих дітей.

### 2014 рік
- Номінація «Література, літературознавство»:
  - Інна Дідик (Снарська), член Національної спілки письменників України — за книгу поезій «Ад сэрца да сэрца — дарога…»;
  - Микола Колісник, член Полтавської спілки літераторів — за книгу «Пристрасть навіки одна. Поема про Панаса Мирного»;
- Номінація «Журналістика, публіцистика»:
  - Сергій Дзюба, член Національної спілки письменників України — за збірку рецензій, інтерв'ю, дружніх присвят, пародій «Несподівані зустрічі продовжують життя»;
- Номінація «Мистецтво»:
  - Ярослав Єнко, завідувач відділу експозиції Національного музею-заповідника М. В. Гоголя — за створення документального фільму «Гоголь і Василівка»;
- Номінація «Народна творчість, народні ремесла»:
  - Григорій Гринь, член Національної спілки майстрів народного мистецтва України, заслужений майстер народної творчості України — за творчий доробок (українська вишивка);
- Номінація «Благодійна та громадська діяльність»:
  - Костянтин Жеваго, народний депутат України, засновник Благодійного фонду Полтавського гірничо-збагачувального комбінату — за благодійну допомогу закладам соціальної сфери міста Комсомольськ;
  - Віктор Лотоус, депутат Полтавської обласної ради, засновник Благодійного фонду Полтавського гірничо-збагачувального комбінату — за благодійну допомогу закладам соціальної сфери міста Комсомольськ;
  - Юрій Кривошеєв, депутат Полтавської обласної ради, директор підприємства «Корпорація Магнетік» — за благодійну допомогу закладам соціальної сфери Стасівської, Байрацької, Орданівської сільських рад Диканського району.

### 2015 рік
- Номінація «Література, літературознавство»:
  - Микола Нечитайло, член Полтавської спілки літераторів — за творчий доробок;
- Номінація «Журналістика, публіцистика»:
  - Віктор Вергунов, доктор сільськогосподарських наук, професор, член-кореспондент Національної академії аграрних наук України, член Національної спілки журналістів України — за творчий доробок;
- Номінація «Мистецтво»:
  - Тетяна Садохіна, співачка, заслужена артистка України, член Національної Всеукраїнської музичної спілки — за творчий доробок та концертну діяльність;
- Номінація «Народна творчість, народні ремесла»:
  - Надія Вакуленко, член Національної спілки майстрів народного мистецтва України, заслужений майстер народної творчості України — за творчий доробок;
  - Оксана Трипольська, директор Великобудищанського сільського будинку культури Диканського району, керівник народного Музею Весілля — за творчі здобутки;
- Номінація «Благодійна та громадська діяльність»:
  - архієпископ Полтавський і Кременчуцький Української православної церкви Київського патріархату Федір, духовний наставник громадської організації «Команда небайдужих» при Свято-Успенському кафедральному соборі — за вагомий особистий внесок в організацію волонтерської діяльності, надання благодійної допомоги військовослужбовцям — учасникам антитерористичної операції на Сході України.

### 2016 рік
- Номінація «Література, літературознавство»:
  - Тетяна Луньова, член Національної спілки письменників України, кандидат філологічних наук, доцент Полтавського національного педагогічного університету ім. В. Г. Короленка — за книгу для дітей «Зайченятко У»;
  - Надія Гринь, член Полтавської спілки літераторів — за книгу-реквієм «Дорога в безсмертя: Дмитро Коряк»;
- Номінація «Журналістика, публіцистика»:
  - Людмила Нестуля, тележурналіст, коментатор редакції підготовки художніх програм філії НТКУ «Полтавська регіональна дирекція «Лтава», режисер — за просвітницький телепроєкт «З одвічністю на «ти». Полтавщина архітектурна»
- Номінація «Мистецтво»:
  - Володимир Раковський, член Національної всеукраїнської музичної спілки, заслужений працівник культури України — за творчий доробок;
- Номінація «Народна творчість, народні ремесла»:
  - Валентина Колінько, майстер художнього килимарства, член Національної спілки майстрів народного мистецтва України, заслужений майстер народної творчості України — за творчий доробок.

### 2017 рік
- Номінація «Література, літературознавство»:
  - Раїса Плотникова, член Національної спілки письменників України — за роман «Реквієм для Рози»;
  - Олександр Лук’яненко, кандидат історичних наук, старший викладач кафедри культурології та методики викладання культурологічних дисциплін Полтавського національного педагогічного університету імені В.Г.Короленка — за книгу «Філософія родошанування. Поетичні роздуми»;
- Номінація «Журналістика, публіцистика»:
  - Олександр Панченко, член Національної спілки журналістів України, Національної спілки краєзнавців України, доктор права.
- Номінація «Мистецтво»:
  - Марина Рожнятовська, член Національної спілки художників України — за творчий доробок;
- Номінація «Народна творчість, народні ремесла»:
  - Дмитро Король, член Національної спілки художників України, Молодіжної спілки художників України, Національної спілки майстрів народного мистецтва України — за творчий доробок;
- Номінація «Благодійна та громадська діяльність»:
  - Юрій Работін, заслужений журналіст України, голова оргкомітету Загальнонаціонального конкурсу «Українська мова – мова єднання» — за активну громадську діяльність, спрямовану на утвердження духовних цінностей українського народу.

### 2018 рік
- Номінація «Література, літературознавство»:
  - Віктор Сердюк, член Полтавської спілки літераторів, – за книгу казок «Усі дива трапляються в дитинстві»;

- Номінація «Журналістика, публіцистика»:
  - Василь Деревінський, доктор історичних наук, професор кафедри політичних наук Київського національного університету будівництва і архітектури – за книгу «В’ячеслав Чорновіл: дух, що тіло рве до бою»;

- Номінація «Мистецтво»:
  - Олександр Бабенко, заслужений майстр народної творчості України, член Національної спілки художників України, Національної спілки майстрів народного мистецтва України, викладач кафедри образотворчого мистецтва Полтавського національного педагогічного університету імені В.Г. Короленка, – за творчий доробок;

- Номінація «Народна творчість, народні ремесла»:
  - Ніна Токовій, майстер килимарства, член Національної спілки майстрів народного мистецтва України, – за творчий доробок.

### 2019 рік
- Номінація «Література, літературознавство»:
  - Тетяна Кльокта, член Національної спілки письменників України, літературно-мистецького об’єднання Зіньківщини «Свічадо», – за збірку поезій «Між Богом і травою»;
  - Валентина Матущак, поетесі, – за збірку поезій «Усе, що маю».

- Номінація «Журналістика, публіцистика»:
  - Гліб Кудряшов, член правління Полтавського обласного відділення Українського фонду культури, кандидат наук із соціальних комунікацій, доцент кафедри журналістики Полтавського національного педагогічного університету ім. В.Г. Короленка, – за книгу «"Любове ніжна моя, не відлітай…" Публіцистичні нариси, статті, діалоги та спогади про Раїсу Кириченко»;
- Номінація «Мистецтво»:
  - Микола Грибан, член Національної спілки художників України, заслужений працівник культури України, – за цикл робіт «Земля Полтавська»;

- Номінація «Народна творчість, народні ремесла»:
  - Наталія Свиридюк, член Національної спілки майстрів народного мистецтва України, заслужений майстр народної творчості України, завідувач відділом Комунальної установи «Обласний центр народної творчості та культурно-освітньої роботи» Полтавської обласної ради, – за творчий доробок.

### 2020 рік
- Номінація «Література, літературознавство»:
  - Коцегуб Юрій,  письменник, краєзнавець, – за книги “Болбочан. Поміж двох вогнів” і “З Україною в серці, з шаблею в руці”;
  - Штейнбук Фелікс, доктор філологічних наук, професор кафедри русистики та східноєвропейських студій Університету Коменського у Братиславі,  –  за збірку критичних есеїв-мініатюр “Інкубація “Яєць динозавра”.

- Номінація «Журналістика, публіцистика»:
  - Філоненко Валентина, член Національної спілки журналістів України, поетеса, викладач українознавства, – за художньо-публіцистичне видання “Благословенна Богом і людьми”.

Номінація «Народна творчість, народні ремесла»:
- Тихонов Геннадій, майстрер художньої кераміки, члена Національної спілки майстрів народного мистецтва України,  – за творчий доробок.

### 2021 рік
- Номінація "Література, літературознавство":
  - Кревська Ганна (Марина Кононенко) – за книгу "Монастирські сливи".
- Номінації "Журналістика":
  - Волкова Ганна, член Національної спілки журналістів України – за творчий доробок.
- Номінації "Мистецтво":
  - Бобрищев Костянтин, член Національної спілки журналістів України, фотохудожник – за книгу «В серці кричить війна» (фотоесеї):
  - Ярошенко Сергій, директор Великобагачанського Будинку творчості дітей та юнацтва виконавчого комітету Великобагачанської селищної ради, художник-портретист – за творчий доробок.
- Номінації "Народна творчість, народні ремесла":
  - Дмитренко Наталія, член Національної спілки майстрів народного мистецтва України, Національної спілки художників України, майстер килимарства та народної іграшки, науковий співробітник Полтавського художнього музею (галереї мистецтв) імені Миколи Ярошенка – за творчий доробок;
  - Прохорчук Світлана, керівник гуртків Комунального закладу "Полтавський обласний центр національно-патріотичного виховання, туризму і краєзнавства учнівської молоді Полтавської обласної ради" – за творчий доробок.